# Charmless Man
«Charmless Man» —en español: «Hombre sin carisma»— es una canción de la banda inglesa de rock alternativo Blur y es la cuarta pista de su cuarto álbum de estudio, The Great Escape. Fue lanzado el 29 de noviembre de 1995 como el cuarto y último sencillo de ese álbum, alcanzando el número cinco en el UK Singles Chart y también en Australia, Francia, Islandia e Irlanda.
La inspiración para la canción fue una visita de Albarn a su abuela en Lincolnshire. Se detuvo en la estación de tren de Grantham y cuando estaba dentro del baño de caballeros, notó un grafiti sobre un tema similar al título de la canción.
Los lados B del Reino Unido que lo acompañan, «The Horrors», «A Song» y «St. Louis», continuaron con el cambio dramático en el estilo de Blur que se evidenció por primera vez en el sencillo «Stereotypes», siendo rígidos y crudos, presagiando el cambio estilístico que se daría cuenta de sí mismo en su álbum de seguimiento homónimo.

## Recepción en la crítica
La revista británica Music Week calificó la canción con cinco de cinco, y la eligió como «Single of the Week». Escribieron: «El cuarto y último sencillo de The Great Escape es probablemente su mejor pista. Esto debería restaurar el estatus de Blur como una banda de listas más que convincente».

## Video promocional

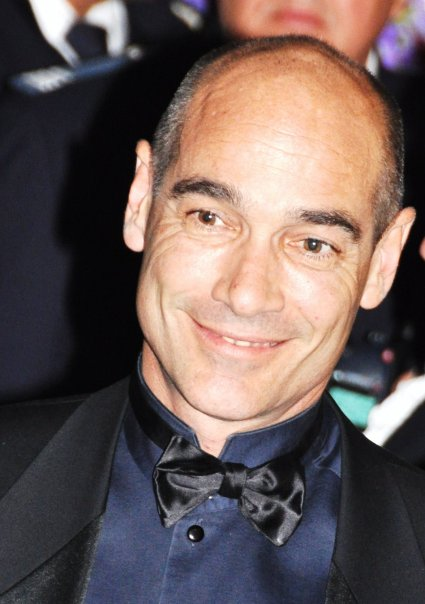
Jean-Marc Barr interpretó al Charmless Man en el video musical.

El video fue dirigido por Jamie Thraves. Comienza con un hombre (el Charmless Man, interpretado por Jean-Marc Barr) corriendo por una calle oscura con un vendaje improvisado o envolviendo su mano derecha, mientras que las ediciones muestran a Blur tocando en un salón de música. Después del verso que está acompañado por piano, la banda está tocando en el apartamento del hombre en su baño, mientras que el hombre usa un cepillo de dientes eléctrico y usa un vino tinto como enjuague bucal. Después de vestirse por completo, el hombre sale al pasillo, donde está nuevamente la banda. Después de empujar a Damon Albarn fuera del camino, entra en un ascensor. La banda una vez más está ahí. También están en el vestíbulo cuando el hombre sale del ascensor. Los miembros de la banda se quedan afuera, cuando el hombre, frustrado porque la banda lo sigue a donde quiera que va, empuja a Albarn y lo patea.
Después de recoger su coche del ayuda de cámara, el hombre se marcha con la esperanza de liberarse de la banda. Aparecen al borde de la carretera dos veces mientras el hombre conduce por la calle. En la tercera vez, la banda está parada en el medio de la carretera y el hombre choca directamente contra ellos, golpeándolos por todos lados. Tras esta última aparición de la banda, rompe las ventanillas del coche con los puños con ira. Luego se lo ve nuevamente corriendo en la calle oscura, con su mano mal cortada envuelta, momento en el que queda claro que la escena anterior de él corriendo estaba fuera de secuencia de tiempo. Se tambalea hacia el pasillo, una vez más descubriendo que su destino es ver a la banda actuando frente a él. No puede escapar ni de la banda ni de su propia naturaleza. En la toma final, la cámara se acerca al rostro de Albarn mientras se cantan y tocan las notas finales y él tiene una sonrisa desdeñosa en su rostro.

## Lista de canciones
Toda la música compuesta por Albarn, Coxon, James y Rowntree. Todas las letras compuestas por Albarn.
| 7" y Casete 1. «Charmless Man» – 3:33 2. «The Horrors» – 3:18 CD 1. «Charmless Man» – 3:33 2. «The Horrors» – 3:18 3. «A Song» – 1:44 4. «St. Louis» – 3:12 | CD (Versiones internacionales) 1. «Charmless Man» – 3:33 2. «The Man Who Left Himself» – 3:21 3. «Tame» – 4:47 4. «Ludwig» – 2:24 |

## Personal
- Damon Albarn - voz principal, piano
- Graham Coxon - guitarra eléctrica, coros
- Alex James - bajo
- Dave Rowntree - batería

## Posicionamiento en las listas
| Listas (1996)                          | Posición más alta |
| -------------------------------------- | ----------------- |
| Australia (ARIA)                       | 35                |
| Europe (Eurochart Hot 100)             | 16                |
| Francia (SNEP)                         | 33                |
| Iceland (Íslenski Listinn Topp 40)     | 6                 |
| Irlanda (IRMA)                         | 25                |
| Escocia (Scottish Singles Sales Chart) | 6                 |
| Reino Unido (UK Singles Chart)         | 5                 |

| Listas (1996)                      | Posición más alta |
| ---------------------------------- | ----------------- |
| Iceland (Íslenski Listinn Topp 40) | 72                |

## Certificaciones
| Región            | Certificación | Ventas  |
| ----------------- | ------------- | ------- |
| Reino Unido (BPI) | Plata         | 200,000 |